# PGC 10882
LEDA/PGC 10882, auch UGC 2349, ist eine Linsenförmige Galaxie vom Hubble-Typ S0 im Sternbild Perseus am Nordsternhimmel. Sie ist schätzungsweise 205 Millionen Lichtjahre von der Milchstraße entfernt und hat einen Durchmesser von etwa 80.000 Lichtjahren. Vom Sonnensystem aus entfernt sich das Objekt mit einer errechneten Radialgeschwindigkeit von näherungsweise 4.500 Kilometern pro Sekunde.
Die Galaxie ist Mitglied der kleinen NGC 1086-Gruppe (LGG 78). Im selben Himmelsareal befinden sich unter anderem die Galaxien NGC 1129, PGC 10899, PGC 10931, PGC 197749.